# Olga Kniàzeva
Olga Kniàzeva rus: Ольга Николаевна Князева— (Kazan, 9 d'agost de 1954 – Kazan, 3 de gener de 2015) va ser una tiradora que va guanyar una medalla d'or d'esgrima als Jocs Olímpics de Mont-real 1976.
Va començar la seva carrera de tiradora a Kazan, amb el Dynamo Kazan. Va obtenir el seu millor resultat personal en els Jocs Olímpics de Mont-real 1976, on va obtenir la medalla d'or en la modalitat de floret per equips. A més, va guanyar diverses medalles en els campionats mundials d'esgrima, cinc d'elles en la modalitat d'equips —quatre d'or i una de plata— i una individual de plata el 1975.
Va morir a Kazan el 2015 als 60 anys de després d'una llarga malaltia.